# Mycovellosiella phaseoli
Mycovellosiella phaseoli är en svampart som först beskrevs av O.A. Drumm., och fick sitt nu gällande namn av Deighton 1974. Mycovellosiella phaseoli ingår i släktet Mycovellosiella och familjen Mycosphaerellaceae.   Inga underarter finns listade i Catalogue of Life.